# كيم هاي يوون
كيم هاي يوون (بالكورية: 김혜윤)‏ هي ممثلة كورية جنوبية. ولدت يوم 10 نوفمبر 1996 في سونغنام في كوريا الجنوبية.

## اعمالها

### فيلم
- منتصف الليل (2021)[5]
- الفتاة فوق الجرافة (2022)[6]
- ديتو (2022)[7]

### مسلسلات تلفزيونية
- قلعة السماء (2018–2019)[8]
- هارو وجدت بالصدفة (2019)[9]
- المفتش الملكي السري وجوي (2021)[10]
- زهرة الثلج (2022)[11]
- الراكضة اللطيفة (2024)[12]
- انسانه من اليوم (2025)[13]

## روابط خارجية
- كيم هاي-يوون على موقع IMDb (الإنجليزية)
- كيم هاي-يوون على موقع روتن توميتوز (الإنجليزية)
- كيم هاي-يوون على موقع ألو سيني (الفرنسية)
- كيم هاي-يوون على موقع قاعدة بيانات الفيلم (الإنجليزية)
- كيم هاي-يوون على موقع ليتربوكسد (الإنجليزية)
- كيم هاي-يوون على موقع كينوبويسك (الروسية)